# Kuntibandali
Kuntibandali (nep. कुन्तीबण्डली) – gaun wikas samiti w zachodniej części Nepalu w strefie Seti w dystrykcie Achham. Według nepalskiego spisu powszechnego z 2011 roku liczył on 594 gospodarstwa domowe i 3169 mieszkańców (1741 kobiet i 1428 mężczyzn).